# 陳芷澄
陳芷澄（Chan Tsz Ching Tiffany，1993年9月12日—），香港女子高爾夫球運動員。

## 簡歷

### 早年及出道
陳芷澄的父母皆是高爾夫球球友，她在3歲起便受父親感染接觸高爾夫球運動。她在8歲開始是在屯門練習場打球，後來轉到城市高爾夫球會；練習場的教練發現她的天賦，便引介她參加香港高爾夫球總會的青少年高爾夫計劃。期間，她贏過多場香港青少年比賽和學界比賽。2008年，14歲的她便開始代表香港參加國家級女子業餘隊際賽，曾參加在日本舉行、亞太區最重要的Queen Sirkit Cup（皇后盃），又出戰美國世界青少年大賽，最後拿到第四名；同年，她獲香港體育學院頒發傑出青少年運動員獎。
小時候的陳芷澄家住屯門，就讀聖公會蒙恩小學。因優異比賽成績，獲傳統名校拔萃女書院招攬，其後赴美升讀大學。
2010年11月，陳芷澄代表香港參加廣州舉行的亞運會高爾夫球比賽。結果，她在女子個人賽總成績排第19名。她在年內舉行的世界青年高爾夫球賽（15-17歲組別）拿得女子組第5名。

### 首奪職業賽冠軍
2012年10月，陳芷澄先在土耳其舉行的世界業餘高爾夫球賽女子組獲33名，創下香港隊歷來的最佳成績；隨後又在東莞舉行的銀利職業高爾夫球經典賽中，以業餘球手身分拿下職業賽冠軍，成比賽史上首名業餘奪冠球員。
年內，她在拔萃女書院畢業後便負笈美國，先後入讀Redlands社區學院及Daytona State學院，並四出參賽吸收經驗，曾在2014年NJCAA（全美學院）高球賽助學校贏得女子團體冠軍，個人更成為全場最佳成績的選手。

### 世界大學生錦標賽奪冠
2014年6月，陳芷澄參加在瑞士舉行的世界大學生高爾夫球錦標賽（WUC）。她在首兩日打出低標準1桿，以139桿與中華台北選手並列第2位；第3日，她再次打出低標準1桿進佔首位；但至最後一日，她只打出平標準的70桿，以總桿數278桿被後上的西班牙球手Marta Sanz追平。二人其後進入附加賽，陳芷澄在第2洞便打出小鳥，奪得女子組冠軍，更成為首位稱霸此賽事的香港人。香港隊則在女團17隊中排第4位。

### 業餘排名打入前十
同年9月，陳芷澄代表香港參加南韓仁川舉行的亞運會高爾夫球比賽。結果，她在女子個人賽總成績以低標準六桿排第8名；與譚亦晴出戰的女子團體賽，則以高標準兩桿得第6名。10月，她又赢得LPGA Xavier邀請賽錦標。憑藉年內一連串突出的成績，她在世界業餘高爾夫球的排名終於打入前10名。
2015年8月，陳芷澄在台北出戰TLPGA科技希望公開賽，以總桿數207桿、四桿之差擊敗職業球手謝瑀玲，再次奪得職業賽錦標。
同年，她獲美國高球成績數一數二的南加州大學取錄，並在9月入學。她表示不想在學業上有過多壓力，可以投放更多時間在高球上，在校隊向眾多高手學習。

### 取得參加奧運資格
2016年6月，陳芷澄在香港女子高爾夫球公開賽中，於附加洞以一桿之微擊敗泰國球手Kanphanitnan，歷史性地以香港業餘球手身分取得本賽事的冠軍。由於她仍是業餘球手，只能取得冠軍獎盃而沒有獎金，不過仍會獲得世界排名積分。在7月11日公布的世界排名中，陳芷澄的排名急升至第434位，其奧運排名則在首60位參賽的女子球手中排第56位，取得里約奧運的參賽資格。
在2016年夏季奧林匹克運動會女子高爾夫比賽，她完成一連四天共72洞的賽事，最終以高標準四桿、總排名37位完成，達到賽前預期的前40名目標。

### 轉為職業高爾夫球手
2017年6月1日，陳芷澄正式宣布成為職業高爾夫球手，並獲得瑞士盈豐銀行贊助三年，首項比賽為香港女子高爾夫球公開賽。
同年12月，她在美國女子職業高爾夫球巡迴賽資格賽（LPGA）排名第二，成功奪得2018年巡迴賽參賽全卡，成為首位獲參賽資格的香港球手，更贏得4,500美元獎金。

### 2020年東京奧運
在2020年夏季奧林匹克運動會女子高爾夫比賽，陳芷澄以職業球員身份出戰，經過首兩日賽事後，在最後兩日賽事終於恢復水準。在8月7日，她在第11洞、第14洞及第18洞捉到3隻「小鳥」，以低標準3桿進入後9洞賽事，可惜之後表現回落，結果全日打出低標準1桿的70桿完成4日賽事後，以高6桿的290桿，與3位球手並列50位。27歲的她對未能達到賽前目標並未太氣餒，更揚言3年後會捲土重來。Tiffany賽後返回美國，繼續出戰職業巡迴賽。

## 廣告代言
- 安達人壽[21][22]

## 外部連結
- Tiffany Chan 陳芷澄的Facebook專頁